# Kê Tây
Kê Tây (鸡西市) là một địa cấp thị tỉnh Hắc Long Giang, Cộng hòa Nhân dân Trung Hoa. Địa cấp thị này nằm trong một khu vực khai thác mỏ than đá và ngành này có tầm quan trọng đối với kinh tế của Kê Tây. Dân số: 421.000.

## Các đơn vị hành chính
Địa cấp thị Kê Tây quản lý các đơn vị cấp huyện sau:

### Các quận nội thành
Các quận sau:
- Kê Quan (鸡冠区)
- Hằng Sơn (恒山区)
- Thành Tử Hà (城子河区)
- Tích Đạo (滴道区)
- Lê Thụ (梨树区)
- Ma Sơn (麻山区)

### Cácthành phố cấp huyện
- Mật Sơn (密山市)
- Hổ Lâm (虎林市)

### Huyện
Một huyện
- Kê Đông (鸡东县)